# 哈德利-亚平宁区

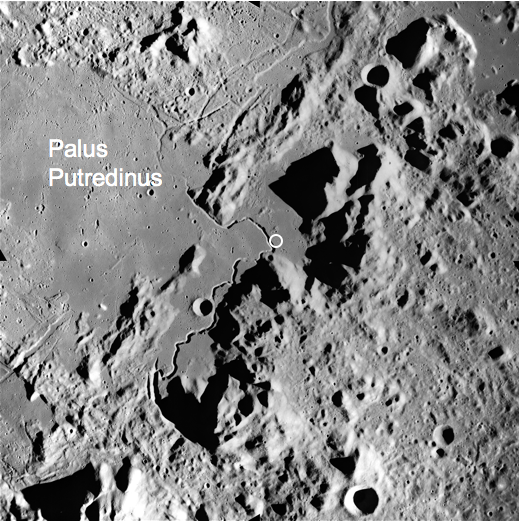
哈德利-亚平宁区轨道照片：圆圈处是阿波罗15号登陆点 。

哈德利-亚平宁区（英語：Hadley–Apennine）是1971年7月第四次（“J任务”的第一次）载人登月的美国阿波罗15号在月球上的着陆区。该地点位于月球正面雨海东侧一处被称作凋沼的熔岩平原上。哈德利-亚平宁区与亚平宁山脉相接壤，东边是绵延的山脉，西边则为一条蜿蜒的通道-哈德利月溪。
阿波罗15号所采集月壤样本的分析数据表明，大部分样本（约90%）为来自亚平宁山脉的褐色玻璃角砾岩，而从月海表面获得的样本中约60～70%为玄武岩。虽然玄武岩的矿物成分各自有很大不同，但其年龄似乎大致相同。从亚平宁山脉获得的大部分样本都为克里普矿物（钾、稀土金属和磷）、斜长岩、重结晶苏长岩或重结晶角砾岩。

## 地理与地质

### 位置

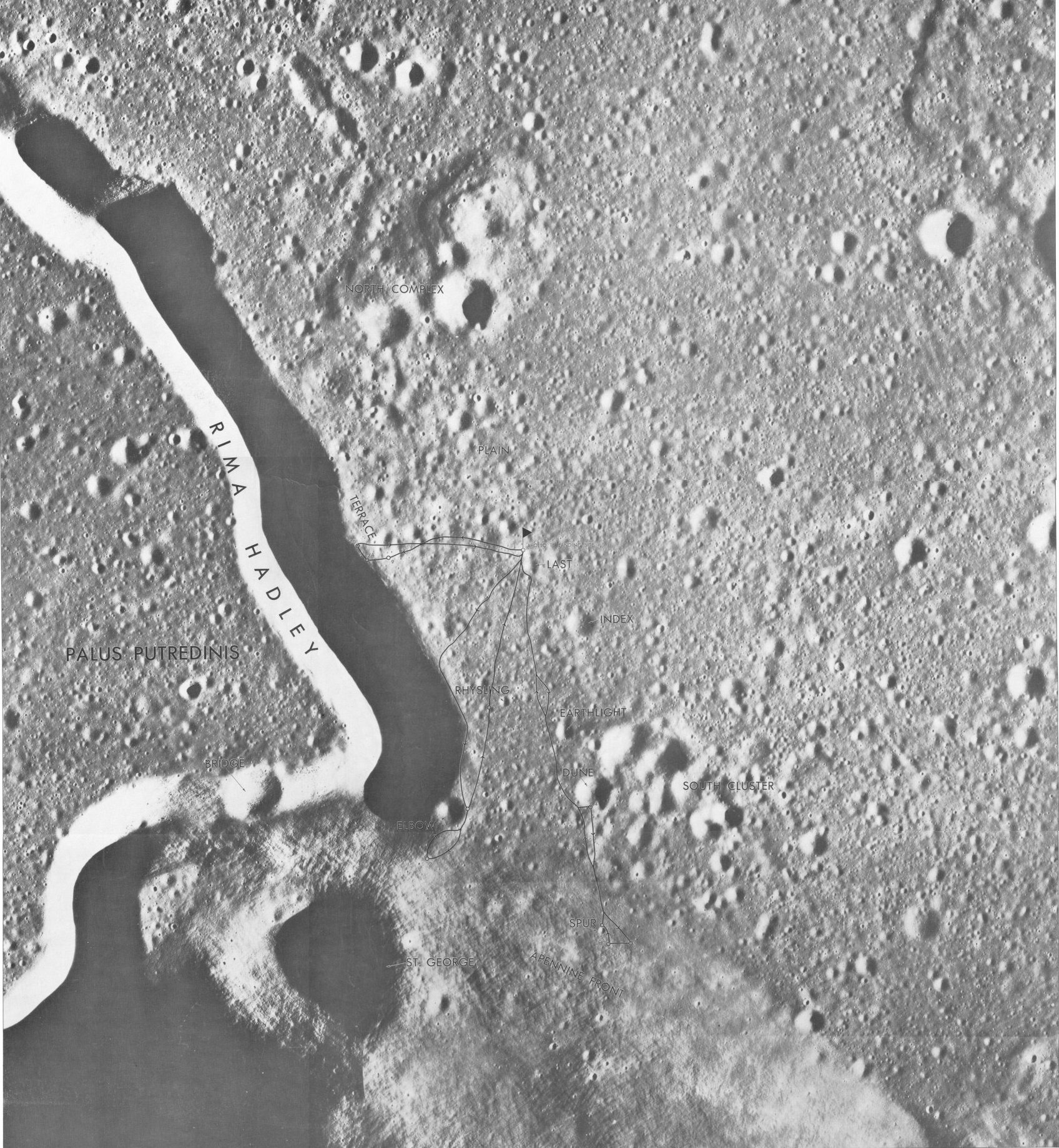
哈德利-亚平宁区轨道照片

哈德利-亚平宁区位于亚平宁山脉以西及哈德利月溪东侧。亚平宁山脉构成了一道高出哈德利平原15,000英尺（4,600） 的悬崖，比中国与尼泊尔边界上的喜马拉雅山脉还高。哈德利月溪位于阿波罗15登陆地点以西，是那次任务的主要调查对象。该月溪得名于附近的哈德利山，是月球早期阶段火山作用而形成的通道。

### 阿波罗15号登陆点
美国阿波罗15号任务是J系列任务中的首次任务，此次任务增加了科考能力及阿波罗月球车的使用。飞船降落于哈德利-亚平宁区，位于亚平宁山脉以西，在哈德利山东北和哈德利·德尔塔山南面。选择该着陆点的目的主要为探索亚平宁山脉、哈德利月溪及该区域其他的地质特征。
阿波罗15号是首个着陆点不限于赤道区的任务。之所以选择哈德利-亚平宁区，主要是为采集月球上比阿波罗14号从弗拉·毛罗构造(弗拉·毛罗高地)所获得岩样还要深的特定目标矿物，并对可能形成于火山活动的蜿蜒月沟——即“哈德利月溪”进行研究。该地点很早就引起了任务规划者的兴趣，在规划阿波罗着陆点的早期阶段，阿波罗19号（在早期计划中为初步探索部分的第四次和倒数第二次J任务）曾初定在哈德利-亚平宁区着陆。阿波罗19号原定的着陆点在阿波罗15号登陆点南面和哈德利月溪以西的某处，靠近月溪尽头西南的卡洛斯坑（Carlos pit）。
马利厄斯丘陵区也曾被考虑为阿波罗15号登陆点，但任务规划者最终判断着陆于雨海边缘的哈德利-亚平宁区将比替代的马利厄斯丘陵方案更具科学性。而且依据以前阿波罗探索所给出的震源位置数据，在哈德利-亚平宁区放置一架地震仪也可为月震研究创造一个更优化的配置 。

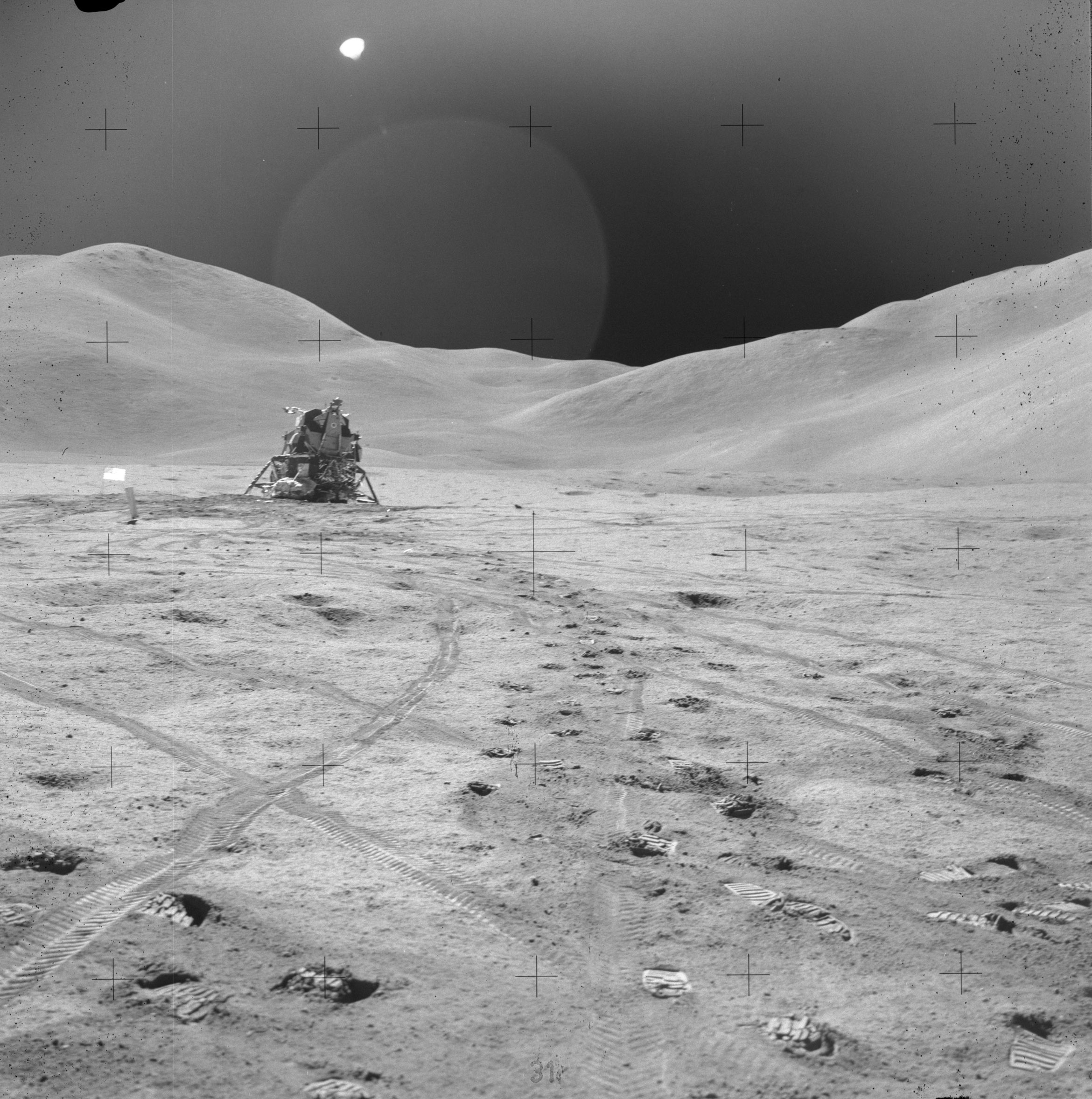
亚平宁山脉斯旺区背景下的阿波罗登月舱

### 亚平宁边界
亚平宁山脉高度接近5（3.1英里），远高于印度和尼泊尔平原上的喜马拉雅山脉，猜测该山脉是被形成雨海盆地的大撞击向上推移和分离出的断层山脉。据认为哈德利·德尔塔山的正面断崖是前雨海撞击期月壳的祼露部分。这使得该山脉成为了此次任务的首要目标之一，因为它可让宇航员获得月球雨海形成前的地壳样本。
亚平宁山脉区位于哈德利山和西尔弗高地（哈德利·德尔塔山东南的一座山岳）。在地图和其他官方任务文献中，并没有正式指定名称。阿波罗15号宇航员大卫·斯科特和詹姆斯·艾尔文以任务地质小组组长”戈登·斯旺“之名非正式地称呼它为“斯旺岭”（Swann Range）。 斯旺区域中的其中一座被宇航员以阿波罗计划当时的任务主管“罗可·佩特龙”之名非正式命名为“大罗克山”或“大石山”（Big Rock Mountain）。
山脉半腰以下斜坡上有一层厚厚的表岩屑层，而山腰以上山坡则覆盖了一层薄薄的碎岩，这表明两侧山腰以下相对缺少大的巨石。
阿波罗15号宇航员从亚平宁山脉收集大部分的样本，除克里普矿物（钾、稀土元素、磷）外，还包括斜长岩、重结晶苏长岩和角砾岩。 
在阿波罗15号任务之前，尚无人知晓该地区的山脉表面上有平行线条图纹。虽然它们似乎是通过风化层显现的裂隙或地层，但这在任务期间的照明环境下很难确定。阿波罗15号机组人员观察到，哈德利山上有一道深色条纹，被认为是熔岩流淌后留下的痕迹。

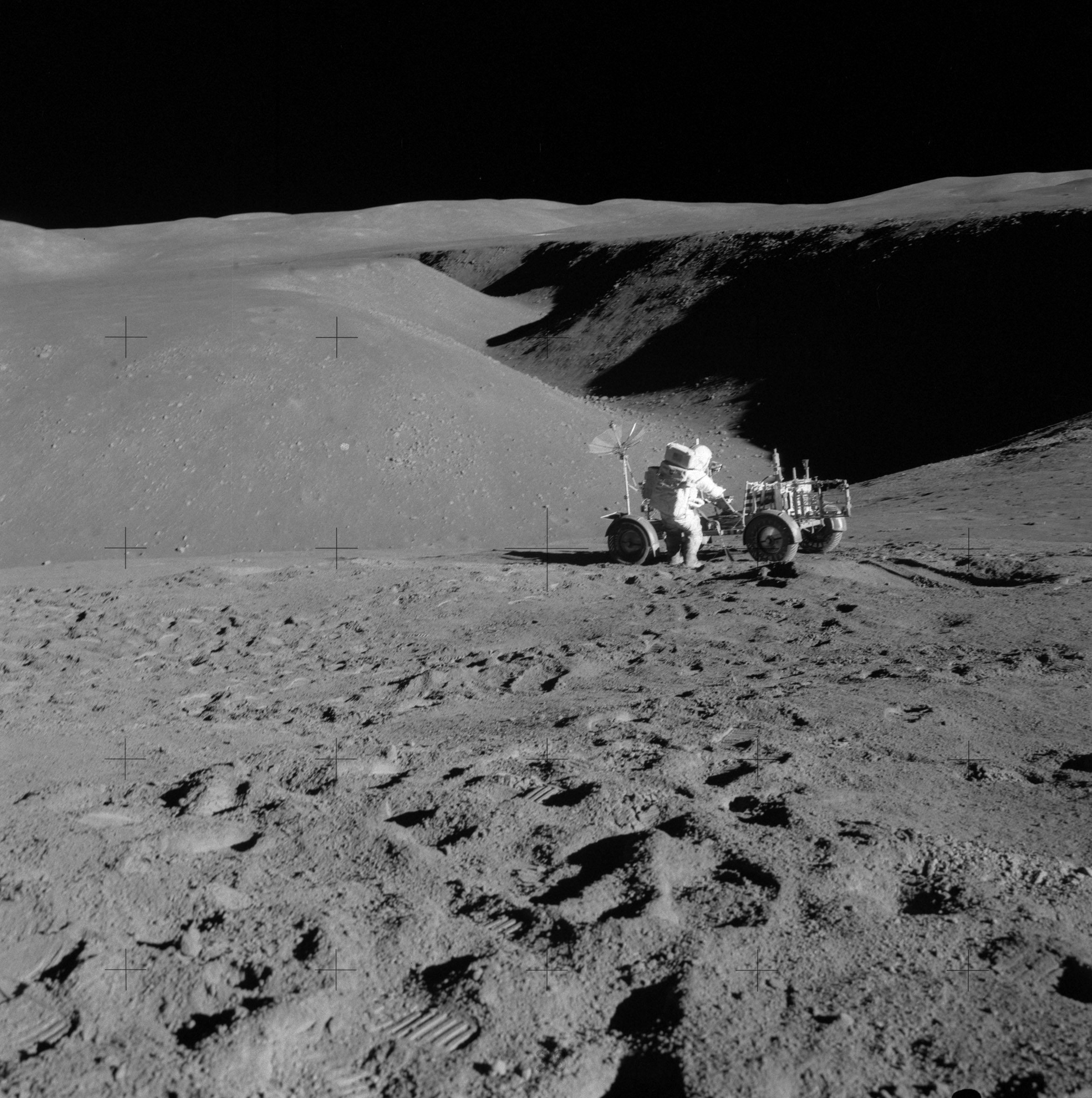
哈德利月溪：阿波罗15号宇航员拍摄。

### 哈德利月溪
哈德利月溪，一条位于阿波罗15号着陆地点以西的蜿蜒月沟，发源于修长的贝拉陨石坑内一片低矮的穹丘区，沿亚平宁山脉向北延伸。部分研究表明，该月溪及贝拉坑都是火山口，熔岩流创建了这些特征。另一种假设认为，该月溪原本是一个地下熔岩管，因其顶部坍塌，形成了当前的月溪外观。在月溪地表上散落着一些巨大的岩石，其中有的大如房屋。构成月溪源头的细长贝拉坑，可能形成于垮塌的浅层岩浆腔。视觉观察表明，其他具有相似特征的月溪，其起始端也都是类似的情况。
哈德利月溪主干部分深约600—900英尺（180—270）之间，但阿波罗15号着陆区的深度大约为1,200英尺（370），它的累积长度约为80英里（130）。阿波罗15号所位于月溪降落点的两侧，下倾角约为25度 。在阿波罗计划从月球取回样本前，某些科学家认为，该月溪以及月球上类似的其它月溪形成于水流形成，然而，这一假设自此被改变，该特征的形成过程已被归因于火山活动。
哈德利月溪被认为是月表上定义最明确的蜿蜒沟纹之一。阿波罗15号乘员在月溪的远近二侧都观察到了岩石露头，并进行了拍照，对月溪附近一些岩石露头进行了采样。从宇航员拍摄的照片看，这些露头中的层次结构极为明显清晰，所观察到的一些地层厚约60（200英尺）左右，并呈现不同的反照率或反射率及纹理。月溪地表附近的巨砾被认为是断裂的露头上部分。

### 南部坑簇和北部复合体
南部坑簇是一群位于哈德利·德尔塔山附近阿波罗15号降落点以南的陨石坑，据信为二次撞击造成的结果，或形成于月球其它地方较大撞击所抛射喷出物/碎岩的撞击，可能是距坑群西北约100英里（160公里）的奥托里库斯陨石坑。这意味着，阿波罗15号宇航员能够取样月表其他地区的矿物，而无需穿越很远的距离。这些坑群还可让宇航员采取原本位于月表下方很深处的岩样。宇航员们勘查了坑群中“沙丘陨石坑”的南侧边缘。
北部综合体是包括山丘群、陨石坑在内的数种地形的集合，地质学家认为是火山活动形成。虽然阿波罗15号宇航员想要访问这一地区，但由于时间有限而获取核心样品十分耗时，没有去成。

## 另参阅
| - 阿波罗15号 - 阿波罗15号在月表的活动 - 亚平宁山脉 - 凋沼 - 雨海 |  | - 桥梁坑 - 沙丘坑 - 地光坑 - 肘弯坑 - 指示坑 |  | - 最后坑 - 押韵坑 - 斯珀坑 - 圣乔治坑 - 北部综合体 |

26°07′56″N 3°38′02″E / 26.13222°N 3.63386°E

## 备注
1. ↑  标注的坐标指示阿波罗15号登月舱的着陆地点。
2. 标注的坐标指示阿波罗15号登月舱的着陆地点。